# 乌呼鲁卫星
乌呼鲁卫星（Uhuru），原名“X射线探测卫星”、“探险者42号”或“小型天文卫星1号”（SAS-1），是人类历史上第一颗X射线天文卫星，由美国于1970年12月12日在肯尼亚发射升空。发射当天正值肯尼亚独立7周年纪念日，因此得名（斯瓦希里语意为“自由”）。乌呼鲁卫星的运行轨道近地点为520公里，远地点560公里，轨道倾角3度，周期96分钟。卫星上安装了两个相互反向的X射线正比计数器，能段范围为2-20keV，每个探测器接收面积为840平方厘米，用机械准直的方法分别构成0.5°×0.5°、5°×5°的视场，利用卫星周期为10分钟的自转对天空进行了扫描，确定了339个X射线源，包括X射线双星、超新星遗迹、星系团、塞弗特星系等等，还有第一个黑洞候选天体——天鹅座X-1。它还发现了星系团的弥散X射线辐射源。乌呼鲁卫星于1973年3月停止工作。这颗卫星取得了极大的成功，被认为是X射线天文学发展史上的一座里程碑。